# .280 British
El .280 British fue un cartucho para fusil fabricado en el Reino Unido. Fue designado más adelante 7 mm MK1Z, y también se ha conocido como 7 mm OTAN, .280/30, .280 Enfield, .280 OTAN, 7 mm corto FN, y 7 x 43. Fue diseñado por el ejército británico en la década de 1940, con la ayuda posterior de FN Herstal en Bélgica y en el ejército canadiense.
Los cartuchos .280 British fueron probados en una gran variedad de fusiles y ametralladoras, incluyendo el EM-2, el Lee-Enfield, el FN FAL, el Garand M1, la Bren y la TADEN. A pesar de su éxito como un cartucho intermedio, el Ejército de los Estados Unidos no consideró al .280 British como un cartucho lo suficientemente potente y se crearon diversas variantes de este cartucho en un intento por convencer al Ejército de los Estados Unidos. Sin embargo, el ejército estadounidense continuó rechazando estas variantes y finalmente adoptó el 7,62 x 51 OTAN.